# Ciclismo nos Jogos Insulares de 2023
As competições de ciclismo nos Jogos Insulares de 2023 foram disputadas em várias localidades de Guernsey, entre os dias 10 e 14 de julho. Foram realizados um total de vinte eventos, entre masculino e feminino.

## Participantes
- Åland
- Anglesey
- Gibraltar
- Gotland
- Gozo
- Guernsey (Anfitrião)
- Ilha de Man
- Ilha de Wight
- Ilhas Cayman
- Ilhas Faroé
- Ilhas Malvinas
- Ilhas Ocidentais
- Jersey
- Minorca
- Orkney
- Saaremaa
- Shetland

## Sedes
| Prova                                 | Sede                    | Localidade           |
| ------------------------------------- | ----------------------- | -------------------- |
| Contra o relógio e Corrida em estrada | Styx Community Centre   | Saint Pierre du Bois |
| Mountain Bike Criterium               | Delancey Park           | Saint Sampson        |
| Mountain Bike Cross Country           | L'Ancresse              | Lé Vale              |
| Town Centre Criterium                 | St Peter Port sea front | Saint Peter Port     |

## Medalhistas

### Masculino
| Evento                                | Ouro                                                                                 | Ouro      | Prata                                                                     | Prata     | Bronze                                                                               | Bronze    |
| ------------------------------------- | ------------------------------------------------------------------------------------ | --------- | ------------------------------------------------------------------------- | --------- | ------------------------------------------------------------------------------------ | --------- |
| Contra o relógio                      | Kevin Chant Ilha de Wight                                                            | 36:34.11  | Sam Culverwell Guernsey                                                   | 37:40.99  | John Pallot Jersey                                                                   | 37:59.64  |
| Contra o relógio - Equipes            | Elvis Belton Kevin Chant Nicolas Hutchings George Spooner Joe Staunton Ilha de Wight | 1:54:47.5 | Marc Cox Sam Culverwell Matthew Osborn Jack Reed Alex Van Katwyk Guernsey | 1:54:48.7 | Ollie Cadin Zack Hamon John Pallot Jack Rebours Dean Robson Jersey                   | 1:55:11.8 |
| Town Centre Criterium                 | Sam Culverwell Guernsey                                                              | 48:02     | Jörgen Matt Saaremaa                                                      | 48:42     | John Pallot Jersey                                                                   | 48:45     |
| Town Centre Criterium - Equipes       | Steven Kalf Karl Patrick Lauk Jörgen Matt Mihkel Räim Indrek Rannama Saaremaa        | 16        | Michael Faid Jamie Fletcher Mark Horsthuis Niall Quiggin Ilha de Man      | 22        | Ollie Cadin Zack Hamon John Pallot Jack Rebours Dean Robson Jersey                   | 24        |
| Corrida em estrada                    | Sam Culverwell Guernsey                                                              | 02:38:38  | Karl Patrick Lauk Saaremaa                                                | 02:38:39  | Roberto Ledesma Estevez Minorca                                                      | 02:38:39  |
| Corrida em estrada - Equipes          | Steven Kalf Karl Patrick Lauk Jörgen Matt Mihkel Räim Indrek Rannama Saaremaa        | 15        | Marc Cox Sam Culverwell Matthew Osborn Jack Reed Alex Van Katwyk Guernsey | 21        | Elvis Belton Kevin Chant Nicolas Hutchings George Spooner Joe Staunton Ilha de Wight | 24        |
| Mountain Bike Criterium               | Rhys Hidrio Jersey                                                                   | 42:15.72  | James Roe Guernsey                                                        | 42:16.40  | Bradley Vaudin Guernsey                                                              | 42:18.79  |
| Mountain Bike Criterium - Equipes     | Andrew Colver John Mapley James Roe Mike Serafin Bradley Vaudin Guernsey             | 5         | Liam Cadoret James Dilks Charles Hart Rhys Hidrio James Patterson Jersey  | 9         | Elliot Baxter Owen Collins Eric Kelly Alex Rockwell Ross Thorley Ilha de Man         | 16        |
| Mountain Bike Cross Country           | Rhys Hidrio Jersey                                                                   | 1:22.00   | James Roe Guernsey                                                        | 1:22:39   | Bradley Vaudin Guernsey                                                              | 1:24:32   |
| Mountain Bike Cross Country - Equipes | Liam Cadoret James Dilks Charles Hart Rhys Hidrio James Patterson Jersey             | 14        | Andrew Colver John Mapley James Roe Mike Serafin Bradley Vaudin Guernsey  | 14        | Elliot Baxter Owen Collins Eric Kelly Alex Rockwell Ross Thorley Ilha de Man         | 32        |

### Feminino
| Evento                                | Ouro                                                                                  | Ouro     | Prata                                                                       | Prata    | Bronze                                            | Bronze   |
| ------------------------------------- | ------------------------------------------------------------------------------------- | -------- | --------------------------------------------------------------------------- | -------- | ------------------------------------------------- | -------- |
| Contra o relógio                      | Hannah Brehaut Guernsey                                                               | 44:17.15 | Flo Thomas Jersey                                                           | 44:50.89 | Gwenno Hughes Anglesey                            | 45:06.59 |
| Contra o relógio - Equipes            | Hannah Brehaut Helena Duguid Danielle Hanley Karina Jackson Jamie-Lee Wright Guernsey | 01:29:35 | Olivia Lett Natalia Nunez Elaine Pratts Gibraltar                           | 01:31:53 |                                                   |          |
| Town Centre Criterium                 | Olivia Lett Gibraltar                                                                 | 45:40    | Flo Thomas Jersey                                                           | 45:45    | Elaine Pratts Gibraltar                           | 45:46    |
| Town Centre Criterium - Equipes       | Olivia Lett Natalia Nunez Elaine Pratts Gibraltar                                     | 4        |                                                                             |          |                                                   |          |
| Corrida em estrada                    | Jamie-Lee Wright Guernsey                                                             | 02:00:45 | Hannah Brehaut Guernsey                                                     | 02:00:46 | Flo Thomas Jersey                                 | 02:00:47 |
| Corrida em estrada - Equipes          | Hannah Brehaut Helena Duguid Danielle Hanley Karina Jackson Jamie-Lee Wright Guernsey | 3        | Katie Silva Flo Thomas Chloe Watson Hill Jersey                             | 7        | Olivia Lett Natalia Nunez Elaine Pratts Gibraltar | 13       |
| Mountain Bike Criterium               | Nuria Bosch Picó Minorca                                                              | 34:00.35 | Kerry MacPhee Ilhas Ocidentais                                              | 34:40.81 | Kirree Quayle Ilha de Man                         | 34:53.38 |
| Mountain Bike Criterium - Equipes     | Sacha Horsthuis Kirree Quayle Ilha de Man                                             | 11       | Megan Dowinton Jade Packham Johanna Petit Kylie Vaudin Chloe Woods Guernsey | 11       |                                                   |          |
| Mountain Bike Cross Country           | Nuria Bosch Picó Minorca                                                              | 1:09:20  | Kerry MacPhee Ilhas Ocidentais                                              | 1:09:54  | Emily Bridson Jersey                              | 1:13:34  |
| Mountain Bike Cross Country - Equipes | Megan Dowinton Jade Packham Johanna Petit Kylie Vaudin Chloe Woods Guernsey           | 11       | Sacha Horsthuis Kirree Quayle Ilha de Man                                   | 12       |                                                   |          |

## Quadro de medalhas
Atualizado em 14 de janeiro de 2024
| Pos                | Equipe             | Ouro | Prata | Bronze | Total |
| 1                  | Guernsey           | 8    | 8     | 2      | 18    |
| 2                  | Jersey             | 3    | 4     | 6      | 13    |
| 3                  | Saaremaa           | 2    | 2     | 0      | 4     |
| 4                  | Gibraltar          | 2    | 1     | 2      | 5     |
| 5                  | Ilha de Wight      | 2    | 0     | 1      | 3     |
| 6                  | Minorca            | 2    | 0     | 1      | 3     |
| 7                  | Ilha de Man        | 1    | 2     | 3      | 6     |
| 8                  | Ilhas Ocidentais   | 0    | 2     | 0      | 2     |
| 9                  | Anglesey           | 0    | 0     | 1      | 1     |
| Totais (9 Equipes) | Totais (9 Equipes) | 20   | 19    | 16     | 55    |